# Józef Waśniewski
 (février 2022).
Si vous disposez d'ouvrages ou d'articles de référence ou si vous connaissez des sites web de qualité traitant du thème abordé ici, merci de compléter l'article en donnant les références utiles à sa vérifiabilité et en les liant à la section « Notes et références ».
Joseph Wasniewski est un journaliste et écrivain polonais né en 1859 et mort le 19 février 1897.
Il fut l'un des pionniers de l'espéranto en Pologne. On lui doit un certain nombre d'œuvres parues dans La Esperantisto (L'Espérantiste), Literatura Foiro (Foire littéraire) et Fundamenta Krestomatio (Anthologie fondamentale). En 1896, son récit original En la brikejo (Dans la briqueterie) a été récompensé à l'occasion du premier concours littéraire organisé par la Literatura Foiro.